# Kunegundów
Kunegundów – wieś w Polsce położona w województwie mazowieckim, w powiecie lipskim, w gminie Ciepielów.
| SIMC    | Nazwa    | Rodzaj     |
| ------- | -------- | ---------- |
| 0617462 | Edwardów | przysiółek |

W latach 1975–1998 miejscowość administracyjnie należała do województwa radomskiego.
Wierni Kościoła rzymskokatolickiego należą do parafii Bożego Ciała w Wielgiem.